# San Mateo (Califòrnia)
San Mateo és una població dels Estats Units a l'estat de Califòrnia. Segons el cens del 2000 tenia 92.482 habitants.

## Demografia
Segons el cens del 2000, San Mateo tenia 92.482 habitants, 37.338 habitatges, i 22.328 famílies. La densitat de població era de 2.922,1 habitants/km².
Dels 37.338 habitatges en un 25,9% hi vivien nens de menys de 18 anys, en un 46,9% hi vivien parelles casades, en un 9,1% dones solteres, i en un 40,2% no eren unitats familiars. En el 31,6% dels habitatges hi vivien persones soles l'11,7% de les quals corresponia a persones de 65 anys o més que vivien soles. El nombre mitjà de persones vivint en cada habitatge era de 2,44 i el nombre mitjà de persones que vivien en cada família era de 3,09.
Per edats la població es repartia de la següent manera: un 20,4% tenia menys de 18 anys, un 7,2% entre 18 i 24, un 35,1% entre 25 i 44, un 22,2% de 45 a 60 i un 15,1% 65 anys o més.
L'edat mediana era de 38 anys. Per cada 100 dones de 18 o més anys hi havia 93,5 homes.
La renda mediana per habitatge era de 64.757 $ i la renda mediana per família de 76.223 $. Els homes tenien una renda mediana de 51.280 $ mentre que les dones 41.231 $. La renda per capita de la població era de 36.176 $. Entorn del 3,6% de les famílies i el 6,1% de la població estaven per davall del llindar de pobresa.

## Poblacions més properes
El següent diagrama mostra les poblacions més properes.

## Personatges destacats
- Catherine Chalmers